# Martin Schaffner

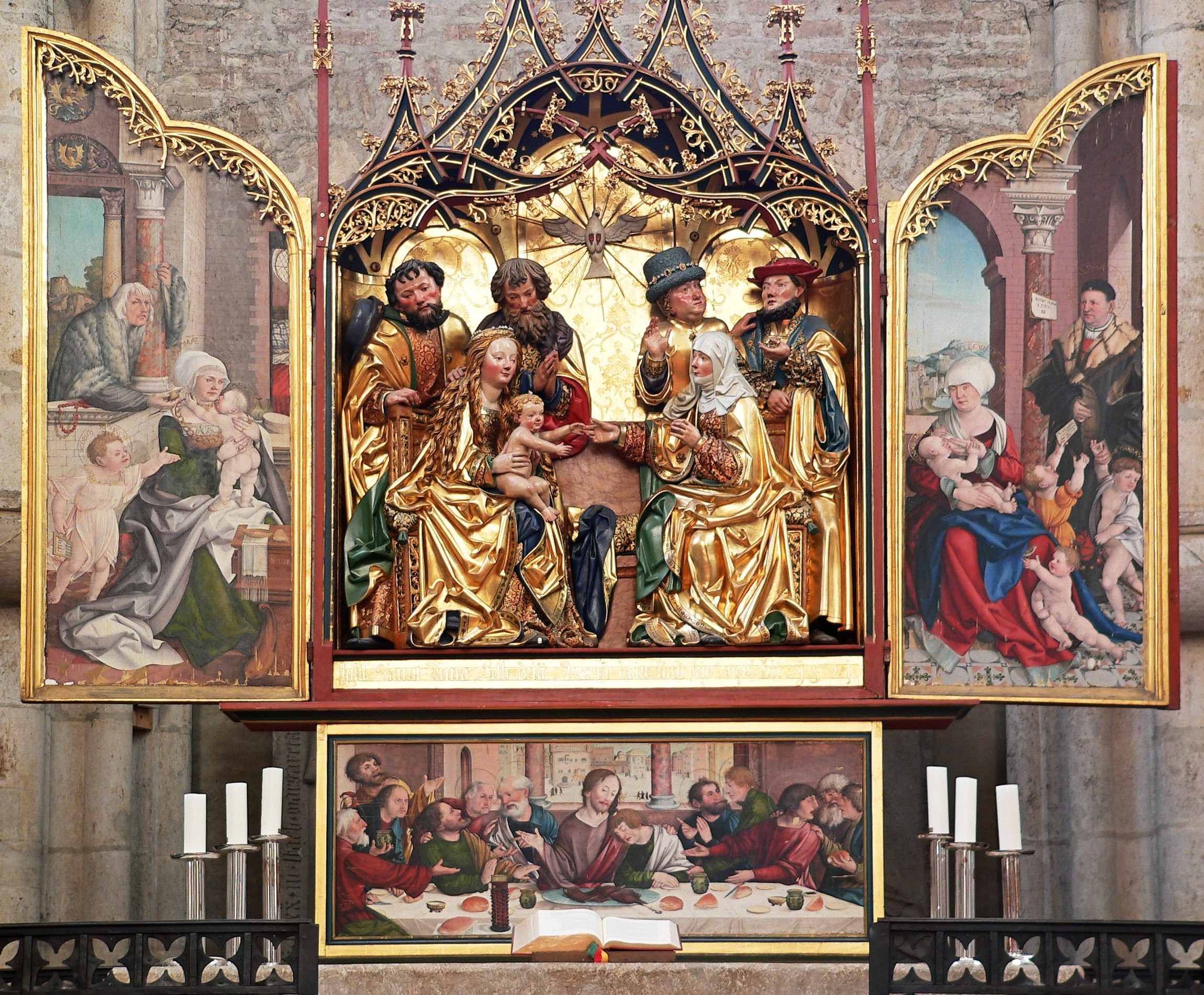
Altarskåpet till högaltaret i Ulmer Münster.

Martin Schaffner var en tysk målare av Ulmskolan, vars födelse- och dödsår är okända, men som bevisligen var verksam 1508-1541. 
Tack vare inflytande från Augsburgskolan visar han något intryck av italiensk renässans. Omkring 1520 synes han ha gjort en resa till Italien. Som hans främsta verk betecknas två familjegrupper, flyglar till altarverket i Ulmer Münster (1521), samt fyra bilder ur jungfru Marias levnad, målade 1523-1524 för klostret Wettenhausen (nu i Gamla pinakoteket i München). Andra altarmålningar finns i Augsburg, Stuttgart, Schleissheim, porträtt i München, Ulm och Münster. Schaffner var verksam även som bildsnidare. 